# Otacilia lynx
Otacilia lynx es una especie de araña araneomorfa del género Otacilia, familia Phrurolithidae. Fue descrita científicamente por Kamura en 1994.
Habita en Taiwán y Japón. El holotipo masculino mide 2,85 mm y el paratipo femenino 3,90 mm.